# Tantonville
Tantonville é uma comuna francesa na região administrativa de Grande Leste, no departamento de Meurthe-et-Moselle. Estende-se por uma área de 8,09 km². Em 2010 a comuna tinha 648 habitantes (densidade: 80,1 hab./km²).